# Polizia legionaria
La Polizia legionaria (in rumeno: Poliția Legionară) fu un corpo di polizia paramilitare creato dopo la costituzione dello Stato Nazionale Legionario, forma di governo intermedia prima dell'avvento della dittatura militare di Ion Antonescu, forza paramiliare che ha operato in parallelo alla Polizia romena.

## Organizzazione
La Polizia Legionaria fu, di fatto, un'organizzazione paramilitare di estrema destra, una versione rumena della tedesca SA, formalmente costituita il 6 settembre 1940, per difendere il nuovo regime e di sopprimere gli avversari.
Leader del Movimento Legionario fu Horia Sima. Nelle sue memorie affermò, che lo stesso generale Ion Antonescu avrebbe chiesto, nel corso di una discussione privata, un organo di Polizia Legionaria, per garantire la sicurezza del nuovo regime. Di conseguenza, tale organo venne creato nelle città del paese, secondo la seguente procedura: il capo di una contea istruisce la Polizia Legionaria al ruolo di Polizia Locale, dopo di che, vengono reclutati gli elementi all'interno dell'organizzazione necessari, anche se non tutti coloro che erano chiamati a far parte, erano in grado di svolgere la mansione di poliziotto. Nel settembre 1940, una pubblicazione ufficiale del regime di Antonescu descrisse la Polizia Legionaria come un gruppo di "elementi senza alcuna formazione specifica, senza cultura, senza anima, senza destino, scelti dalla polvere della strada." Nel novembre 1940, fu nominato capo della Polizia Legionaria della capitale, Ion Boian. Dopo il suo scioglimento, lo stesso Boian, fu a capo dell'Ordine del Movimento Legionario.

## Compiti
La Polizia Legionaria era un corpo distinto, separato dalla Polizia romena, ma che fu di fatto usata per giustificare la permanenza del corpo all'interno degli organi di polizia dello Stato durante la transizione dal vecchio al nuovo regime, quando i legionari ancora non erano sotto la giurisdizione del Ministero degli affari interni. Horia Sima mantenne e organizzò la Polizia Legionaria in parallelo alla politica ufficiale dello Stato, anche dopo che tale corpo di polizia divenne parte del Ministero degli affari interni, della Prefettura della Polizia della Capitale e della Polizia Nazionale. Dopo aver organizzato il corpo in tutto il paese, Horia Sima distribuì una circolare che stabiliva i compiti e i doveri dell'ausiliario della Polizia di Stato. I Legionari dovevano indossare un'uniforme: camicia verde, cintura diagonale, con una fascia su un braccio con scritto: "Poliție legionare".
Tale corpo aveva il diritto di effettuare ricerche a qualsiasi ora del giorno e della notte, allo scopo di operare arresti senza alcuna formalità 'burocratica' e di indagare sui detenuti.  Tale corpo di fatto assassinava coloro che considerava avversari politici.
Facendo riferimento ai suoi compiti e poteri, Horia Sima emise, il 30 ottobre 1940, un comunicato stampa in cui si stabiliva: 
- La sede della "Politie leginare" a Splaiul Independenței 75, Bucarest.
- Libri e i biglietti dovevano contenere identificatori di dati con foto e goffratura applicata.
- Con ordinanza n. 67343/23 del novembre 1940 il Direttore Generale della polizia, Ghica, ordinò l'obbligo subordinato di collaborazione con i leader del Movimento Legionario.
- Sempre nel novembre 1940, lo stesso Direttore Generale emise un ordine in cui ricordò che i "Legionari servivano come Ausiliari della Polizia romena se abilitati e con documenti legali provenienti dal Ministero degli Interni o dai prefetti provinciali", inoltre "In caso di necessità, personale della Polizia romena poteva essere chiamato nel Corpo Legionario".

I Corpi legionari avevano sede negli uffici nell'edificio della prefettura nella Capitale, potevano inoltre avere acceso a documenti segreti, esattamente come la polizia. Inoltre erano autorizzati ad applicare misure specifiche che beneficiavano dalla base logistica delle unità di polizia di Bucarest.

## Azioni
Dopo la notte del 26-27 novembre 1940, un gruppo di 60-90 persone, per lo più giovani, appartenenti alla Polizia legionaria, assassinò, nella prigione di Jilava, 64 politici dell'ex regime di Carlo II. La mattina del 27 novembre 1940 lo storico Nicolae Iorga e l'economista Virgilio Madgearu, dichiararono che, a seguito di tale fatto increscioso, lo stesso Maresciallo Ion Antonescu intraprese un'azione drastica: il 29 novembre 1940 ordinò il disarmo della Polizia Legionaria. Gli effetti, tuttavia furono mitigati dal ministro degli affari interni che ordinò il trasferimento del "personale competente" della Polizia Legionaria in unità di Polizia Regolari.
Il 2 dicembre 1940, Antonescu abolì la Polizia Legionaria, e, due giorni prima di Natale, si dimise il ministro degli Esteri, il legionario Mihail R. Sturdza. Tuttavia, gli abusi di tale corpo proseguirono, attraverso indagini, irruzioni, e confische di beni.
In un telegramma del 6 gennaio 1941, mentre il primo ministro Ion Antonescu chiese a Sima di fermare gli abusi, la polizia occupò la Prefettura della Polizia romena. Il giorno dopo, l'ambasciatore tedesco a Bucarest, W. Fabricius comunica al suo ministro degli Esteri su ordine di Antonescu, la Polizia Legionaria arrestò l'industriale Nicolae Malaxa.